# 하야카와정
하야카와정(일본어: 早川町)은 일본 야마나시현 미나미코마군의 정이다.

## 지리
북부·서부는 미나미알프스(아카이시산맥), 동부는 구시가타 산계, 남부는 미노부 산지로 둘러싸인 산간 지역으로 면적의 약 96%가 산림이고 험난한 지형에 40개 정도의 취락이 점재하고 있다. 정의 거의 중앙을 정명의 유래가 된 후지강의 지류인 하야카와강이 흐르고 있다. 철도나 국도가 없기 때문에 실질적으로는 하야카와강가의 야마나시현도 37호선 미나미알프스 공원선이 외부로 통하는 유일한 길이 되고 있다.

## 역사
- 1951년 - 모토다테촌, 고카촌, 스즈리시마촌, 미야코가와촌, 미사토촌, 니시야마촌 등 6개 촌이 합병해 하야카와정이 되었다.

## 인구
| 연도 | 인구   | ±%     |
| ---- | ------ | ------ |
| 1940 | 7,143  | —      |
| 1950 | 7,262  | +1.7%  |
| 1960 | 10,679 | +47.1% |
| 1970 | 4,862  | −54.5% |
| 1980 | 3,005  | −38.2% |
| 1990 | 2,269  | −24.5% |
| 2000 | 1,740  | −23.3% |
| 2010 | 1,247  | −28.3% |